# El último día de nuestras vidas (álbum)
El Último Día de Nuestras Vidas es el sexto álbum de estudio solista del cantante español de música rock Dani Martín. Fue publicado el 29 de noviembre de 2024 por Sony Music.

## Lista de canciones
| N.º | Título                            | Duración |  |
| 1.  | «El Último Día de Nuestras Vidas» | 3:47     |  |
| 2.  | «Me Vuelves Puto Loco»            | 3:00     |  |
| 3.  | «Novedades Viernes»               | 3:09     |  |
| 4.  | «Carpe Diem»                      | 4:01     |  |
| 5.  | «Perla Perlita»                   | 3:50     |  |
| 6.  | «Malasaña»                        | 3:23     |  |
| 7.  | «Burning Man»                     | 4:03     |  |
| 8.  | «Frank»                           | 3:44     |  |
| 9.  | «Surfista»                        | 3:51     |  |
| 10. | «El Silencio»                     | 4:11     |  |